# José Mena Aguado
José Mena Aguado (Antigüedad, 18 de marzo de 1942) fue un militar español, teniente general del Ejército de Tierra, que pasó a la Reserva a raíz de unas polémicas declaraciones que realizó a propósito del nuevo Estatuto de autonomía de Cataluña que se encontraba en fase de negociaciones en 2006.

## Biografía
Mena nació en la población palentina de Antigüedad el 18 de marzo de 1942. Ingresó en el ejército en el año 1960, siendo ascendido a teniente general el 9 de febrero de 2001. Posteriormente fue nombrado jefe del Mando de Personal del Ejército de Tierra. Mena Aguado ha estado destinado en el Regimiento de Caballería Ligera Acorazada Villaviciosa, la Escuela de Estado Mayor o en la División Mecanizada "Brunete" n.º 1.

### Polémica
Este general saltó a la fama el día 6 de enero de 2006, en la celebración de la Pascua Militar en Sevilla, al sugerir la aplicación del artículo 8 de la Constitución Española, pues en virtud de este artículo se interpretó que el Ejército podría intervenir si cualquier estatuto de autonomía rebasase los límites establecidos por la Carta Magna, aunque siempre sostuvo que tal intervención ha de ser reclamada por el Gobierno o por el Tribunal Constitucional, como también recoge la Carta Magna.
Tras una gran polémica, fue sancionado con ocho días de arresto domiciliario, el 7 de enero, por el ministro de Defensa, José Bono, el cual considera que vulneró el artículo 7.31 de la Ley Orgánica 8/1998 de Régimen Disciplinario de las Fuerzas Armadas. Tal sanción trató de impedir sus movimientos hasta que fue destituido de su empleo como Jefe de la Fuerza Terrestre del Ejército de Tierra, en el Consejo de Ministros ordinario del viernes 13 de enero, «a petición» del jefe de Estado Mayor de la Defensa (JEMAD), Félix Sanz Roldán, por pérdida de la confianza para el cargo. A estas sanciones siguió su cambio de situación administrativa, tramitándose de oficio su pase a la reserva.
De las dos asociaciones militares existentes en España, una de ellas (Asociación de Militares Españoles, de carácter conservador) lo apoya abiertamente, pues consideran que no es justa dicha sanción pues entienden que defendió lo establecido en la Constitución, mientras que la otra (Asociación Unificada de Militares Españoles, de carácter progresista) afirma que la sanción había sido demasiado «benevolente», pues «los militares están subordinados al poder político».
El colectivo Militares para la Democracia no apoyó al general Mena tras su destitución, que consideraron tardía. El general Mena había acumulado como Mando de Personal del Ejército de Tierra (MAPER) todas las atribuciones sobre personal que tenían los Mandos Regionales en materia administrativa, así privó a los administrados de un escalón de control ante los abusos en materias de destinos, que se cometieron durante los últimos gobiernos de Felipe González y etapa de Aznar. Según sostiene el Colectivo Militares para la Democracia, «El Estado Mayor del Ejército de Tierra hizo del Ejército un Estado dentro del Estado, donde la luz de la Constitución no brillaba, y se ignoraban las RR. OO. haciendo que cada cual esperase el favor, o temiese la arbitrariedad del MAPER, y del Jefe del Estado Mayor del Ejército (JEME)».